# Guéckédou (prefektura)
Guéckédou – prefektura w południowej części Gwinei, w regionie Nzérékoré. Zajmuje powierzchnię 4750 km². W 1996 roku liczyła ok. 348 tys. mieszkańców. Siedzibą administracyjną prefektury jest miejscowość Guéckédou.